# حركة (منطق)
الحركة في العرف العام النقل من مكان إلى مكان، وهذا هو الحركة الأينية المسماة بالنقلة. ولا تطلق الحركة عند المتكلمين إلّا على هذه الحركة الأينية وهي المتبادرة في اتعمالات أهل اللغة. وقد تطلق عند أهل اللغة على الوضعية دون الكميّة والكيفية. ويؤيد الإطلاقين أنّ الحركة في العرف العام انتقال الجسم من مكان إلى مكان آخر، أو انتقال أجزائه كما في حركة الرحى.

## الكلام
عرّف المتكلمون الحركة بحصول جوهر في مكان بعد حصوله في مكان آخر أي مجموع الحصولين لا الحصول في الحيز الثاني المقيّد بكونه بعد الحصول في الحيز الأول، وإن كان متبادرا من ظاهر التعريف. ولذا قيل الحركة كونان في آنين في مكانين، والسكون كونان في آنين في مكان واحد.
ويرد عليه أنّ ما أحدث في مكان واستقر فيه آنين وانتقل منه في الآن الثالث إلى مكان آخر لزم أن يكون كون ذلك الحادث في الآن الثاني جزء من الحركة والسكون، فإنّ هذا الكون مع الكون الأول يكون سكونا، ومع الثالث يكون حركة، فلا تمتاز الحركة عن السكون بالذات، بمعنى أنّه يكون الساكن في آن سكونه أي الآن الثاني شارعا في الحركة. فالحق هو المعنى المتبادر من التعريف. ولذا قيل الحركة كون أول في مكان ثان، والسكون كون ثان في مكان أول.
ويرد عليه وعلى القول الأول أيضا أنّ الكون في أول زمان الحدوث لا يكون حركة ولا سكونا. فالبعض على أنّ الأكوان وسائر الأعراض متجدّدة في كل آن. والبعض قد اتفقوا على أنّ السكون كون باق غير متجدّد، واختلفوا في الحركة هل هي باقية أم لا.
فعلى القول ببقاء الأكوان يردّ على كلا الفريقين أنه لا معنى للكونين ولا لكون الكون أولا، وثانيا لعدم تعدّده اللهم إلّا أن يفرض التجدّد فرضا. وعلى القول بعدم بقائها يرد أن لا يكون الحركة والسكون موجودين لعدم اجتماع الكونين في الوجود، اللهم إلّا أن يقال يكفي في وجود الكل وجود أجزائه ولو على سبيل التعاقب.
وقيل الحق أنّ السكون مجموع الكونين في مكان واحد، والحركة كون أول في مكان ثان. ومما يجب أن يعلم أنّ المراد بكونين في مكان أنّ أقل السكون ذلك وبالكون الثاني في مكان أول ما يعمّ الكون الثالث. وعلى هذا قس سائر التعاريف.
وجميع التعاريف لا يشتمل الحركة الوضعية لأنّه لا كون للمتحرك بها إلّا في المكان الأول.

## الحكمة
قد اختلف الحكماء في تعريف الحركة. فقال بعض القدماء هي خروج ما بالقوة إلى الفعل على التدريج. بيانه أنّ الشيء الموجود لا يجوز أن يكون بالقوة من جميع الوجوه وإلّا لكان وجوده أيضا بالقوة، فيلزم أن لا يكون موجودا، فهو إمّا بالفعل من جميع الوجوه وهو البارئ تعالى، والعقول على رأيهم أو بالفعل، من بعضها وبالقوة من بعض. فمن حيث إنّه موجود بالقوة لو خرج ذلك البعض من القوة إلى الفعل فهو إمّا دفعة وهو الكون والفساد فتبدل الصورة النارية بالهوائية انتقال دفعي، ولا يسمّونه حركة بل كونا وفسادا، وإمّا على التدريج وهو الحركة. فحقيقة الحركة هو الحدوث أو الحصول أو الخروج من القوة إلى الفعل إمّا يسيرا يسيرا أو لا دفعة أو بالتدريج. وكل من هذه العبارات صالحة لإفادة تصوّر الحركة.
لكن المتأخّرين عدلوا عن ذلك لأنّ التدريج هو وقوع الشيء في زمان بعد زمان، فيقع الزمان في تعريفه، والزمان مفسّر بأنّه مقدار الحركة، فيلزم الدور. وكذا الحال في اللادفعة، وكذا معنى يسيرا يسيرا. فقالوا الحركة كمال أول لما هو بالقوة من جهة ما هو بالقوة. وهكذا قال أرسطو. وتوضيحه أنّ الجسم إذا كان في مكان مثلا وأمكن حصوله في مكان آخر فله إمكانان، إمكان الحصول في المكان الثاني، وإمكان التوجّه إليه. وكلّ ما هو ممكن الحصول له فإنه إذا حصل كان كمالا له، فكل من التوجه إلى المكان الثاني والحصول فيه كمال، إلّا أنّ التوجّه متقدّم على الحصول لا محالة، فوجب أن يكون الحصول بالقوة ما دام التوجّه بالفعل. فالتوجّه كمال أول للجسم الذي يجب أن يكون بالقوة في كماله الثاني الذي هو الحصول. ثم إنّ التوجّه ما دام موجودا فقد بقي منه شيء بالقوة.
فالحركة تفارق سائر الكمالات بخاصتين إحداهما أنها من حيث إنّ حقيقتها هي التأدّي إلى الغير، والسلوك إليه تستلزم أن يكون هناك مطلوب ممكن الحصول غير حاصل معها بالفعل ليكون التأدّي تأدّيا إليه، وليس شيء من سائر الكمالات بهذه الصفة، إذ ليست ماهيتها التأدّي إلى الغير ولا يحصل فيها واحد من هذين الوصفين. فإنّ الشيء مثلا إذا كان مربعا بالقوة ثم صار مربعا بالفعل فحصول المربعية من حيث هو هو لا يستعقب شيئا ولا يبقى عند حصولها شيء منها بالقوة.
وأما الإمكان الاستعدادي وإن كان يستلزم أن لا يكون المقبول غير حاصل معه بالفعل فإنّ التحقيق أنّ الاستعداد يبطل مع الفعل لكن حقيقتها ليس التأدّي. وثانيتهما أنها تقتضي أن يكون شيء منها بالقوة فإنّ المتحرّك إنما يكون متحركا إذا لم يصل إلى المقصد، فإنّه إذا وصل إليه فقد انقطع حركته، وما دام لم يصل فقد بقي من الحركة شيء بالقوة. فهوية الحركة مستلزمة لأن يكون محلها حال اتصافه بها يكون مشتملا على قوتين، قوة بالقياس إليها وقوة أخرى بالقياس إلى ما هو المقصود بها.
أما القوة التي بالنسبة إلى المقصد فمشتركة بلا تفاوت بين الحركة بمعنى القطع والحركة بمعنى التوسط. فإنّ الجسم ما دام في المسافة لم يكن واصلا إلى المنتهى، وإذا وصل إليه لم تبق الحركة أصلا. وأما القوة الأخرى ففيها تفاوت بينهما، فإنّ الحركة بمعنى القطع حال اتصاف المتحرّك بها يكون بعض أجزائها بالقوة وبعضها بالفعل. فالقوة والفعل في ذات شيء واحد. والحركة بمعنى التوسّط إذا حصلت كانت بالفعل، ولم تكن هناك قوة متعلّقة بذاتها، بل بنسبتها إلى حدود المسافة. وتلك النسبة خارجة عن ذاتها عارضة لها كما ستعرف. فقد ظهر أنّ الحركة كمال بالمعنى المذكور للجسم الذي هو بالقوة في ذلك الكمال وفيما يتأدّى إليه ذلك الكمال. وبقيد الأول تخرج الكمالات الثانية، وبقيد الحيثية المتعلّقة بالأول تخرج الكمالات الأولى على الإطلاق، أي الصورة النوعية لأنواع الأجسام والصور الجسمية للجسم المطلق فإنّها كمالات أولى لما بالقوة، لكن لا من هذه الحيثية بل مطلقا، لأنّ تحصيل هذه الأنواع والجسم المطلق في نفسه إنّما هو بهذه الصور وما عداها من أحوالها تابعة لها، بخلاف الحركة فإنّها كمال أول من هذه الحيثية فقط، وذلك لأنّ الحركة في الحقيقة من الكمالات الثانية بالقياس إلى الصور النوعية. وإنّما اتصفت بالأولية لاستلزامها ترتّب كمال آخر عليها بحيث يجب كونه بالقوة معها فهي أول بالقياس إلى ذلك الكمال، وكونه بالقوة معها لا مطلقا. فالحاصل أنّ الحركة كمال أول للجسم الذي هو بالقوة في كماله الثاني بحيث يكون أوليته من جهة الأمر الذي هو له بالقوة بأن تكون أولية هذا الكمال بالنسبة إليه. وهاهنا توجيهان آخران.
الأول أن يكون قولهم من جهة ما هو بالقوة متعلّقا بما يتعلّق به قولهم لما هو بالقوة كالثابت والحاصل، فيكون المعنى كمال أول حاصل للجسم الذي يجب كونه معه بالقوة في كماله الثاني، ومتعلّق به من جهة كونه بالقوة، وذلك لأنّ الحركة كمال بالنسبة إلى الوصول أو بقية الحركة للجسم الذي يجب كونه معه بالقوة في كماله الثاني، وحصوله له من جهة كونه بالقوة إذ على تقدير الوصول أو بقية الحركة بالفعل تكون الحركة منقطعة غير حاصلة للجسم. وبيان فائدة القيود مثل ما مرّ، لكن بقي انتقاض تعريف الحركة بالإمكان الاستعدادي إذ يصدق أنّه كمال بالنسبة إلى ما يترتب عليه سواء كان قريبا أو بعيدا للجسم الذي يجب كونه معه بالقوة في الكمال الثاني، من جهة كونه بالقوة، فإنّه إذا حصل ما يترتّب عليه بطل استعداده، وكذلك أولية الاستعداد بالنسبة إلى ما يترتب. والثاني أن يكون متعلّقا بلفظ الكمال ويكون المعنى أنّ الحركة كمال أول للجسم الذي هو بالقوة في كماله الثاني من جهة المعنى الذي هو به بالقوة، بأن يكون ذلك المعنى سببا لكماليته، وذلك فإنّ الحركة ليست كمالا له من جهة كونه جسما أو حيوانا بل إنما هي كمال من الجهة التي باعتبارها كان بالقوة، أعني حصوله في أين مخصوص أو وضع مخصوص أو غير ذلك؛ وفيه نظر، وهو أنّ الحركة ليست كمالا من جهة حصوله في أين أو وضع أو غير ذلك، فإنّ كماليتها إنما هو باعتبار حصولها بعد ما كان بالقوة. ويردّ على التوجيهات الثلاثة أنه يخرج من التعريف الحركة المستديرة الأزلية الأبدية الفلكية على زعمهم، إذ لا منتهى لها إلّا بالوهم، فليس هناك كمالان أول هو الحركة وثان هو الوصول إلى المنتهى إلّا إذا اعتبر وضع معين واعتبر ما قبله دون ما بعده؛ إلّا أنّ هذا منتهى بحسب الوهم دون الواقع المتبادر من التعريف.
وفي الملخص أنّ تصور الحركة أسهل مما ذكر فإنّ كل عاقل يدرك التفرقة بين كون الجسم متحركا وبين كونه ساكنا. وأمّا الأمور المذكورة فمما لا يتصورها إلّا الأذكياء من الناس. وقد أجيب عنه بأنّ ما أورده يدلّ على تصورها بوجه والتصديق بحصولها للأجسام لا على تصوّر حقيقتها. اعلم انهم اختلفوا في وجود الحركة. فقيل بوجوده وقيل بعدم وجوده. وحاكم بينهم أرسطو فقال الحركة يقال بالاشتراك اللفظي لمعنيين. الأول التوجّه نحو المقصد وهو كيفية بها يكون الجسم أبدا متوسطا بين المبدأ والمنتهى، أي مبدأ المسافة ومنتهاها، ولا يكون في حيّز آنين بل يكون في كل آن في حيّز آخر، وتسمّى الحركة بمعنى التوسط. وقد يعبر عنها بأنها كون الجسم بحيث أي حدّ من حدود المسافة يفرض لا يكون هو قبل الوصول إليه ولا بعده حاصلا فيه، وبأنها كون الجسم فيما بين المبدأ والمنتهى بحيث أي آن يفرض يكون حاله في ذلك الآن مخالفا لحاله في آنين يحيطان به، والحركة بهذا المعنى أمر موجود في الخارج، فإنّا نعلم بمعاونة الحسّ أنّ للمتحرك حالة مخصوصة ليست ثابتة له في المبدأ ولا في المنتهى، بل فيما بينهما، وتستمر تلك الحالة إلى المنتهى وتوجد دفعة. ويستلزم اختلاف نسب المتحرك إلى حدود المسافة فهي باعتبار ذاتها مستمرة وباعتبار نسبتها إلى تلك الحدود سيالة وبواسطة استمرارها وسيلانها تفعل في الخيال أمرا ممتدا غير قارّ هو الحركة بمعنى القطع. فالحركة بمعنى التوسّط تنافي استقرار المتحرّك في حيّز واحد سواء كان منتقلا عنه أو منتقلا إليه، فتكون ضدا للسكون في الحيّز المنتقل عنه وإليه، بخلاف من جعل الحركة الكون في الحيّز الثاني كما يجيء في لفظ الكون. الثاني الأمر الممتد من أول المسافة إلى آخرها ويسمّى الحركة بمعنى القطع ولا وجود لها إلّا في التوهم، إذ عند الحصول في الجزء الثاني بطل نسبته إلى الجزء الأول منها ضرورة، فلا يوجد هناك أمر ممتد من مبدأها إلى منتهاها. نعم لما ارتسم نسبة المتحرك إلى الجزء الثاني الذي أدركه في الخيال قبل أن يزول نسبته إلى الجزء الأول الذي تركه عنه، أي عن الخيال، يخيّل أمر ممتد، كما يحصل من القطرة النازلة والشعلة المدارة أمر ممتد في الحسّ المشترك فيرى لذلك خطّا ودائرة.